# Làng tạc tượng Bảo Hà
Làng tạc tượng Bảo Hà là làng nghề điêu khắc, sơn mài truyền thống đã tồn tại trên 500 năm tại xã Đồng Minh, huyện Vĩnh Bảo, thành phố Hải Phòng. Làng nghề được duy trì và phát triển đến ngày nay; trở thành nghề cổ truyền độc đáo; gắn với nhiều hoạt động văn hóa, du lịch vùng Đồng bằng sông Hồng. Làng tạc tượng Bảo Hà đã có hơn nửa thiên niên kỷ chuyên tạc tượng Phật, được coi là cái nôi của nghề tạc tượng Việt Nam. Năm 2007, làng tạc tượng Bảo Hà được công nhận là làng nghề truyền thống.

## Lịch sử hình thành và phát triển

### Truyền thuyết về tổ nghề
Vào thế kỷ thứ XV, khi nhà Minh đô hộ Việt Nam (1407 – 1427) đã bắt thanh niên trai tráng đưa về Trung Quốc làm việc tại các xưởng sản xuất, xây dựng lăng tẩm, đền đài... trong đó có Nguyễn Công Huệ, người làng Bảo Hà. Trong hơn 10 năm phục dịch tại xứ người, Nguyễn Công Huệ đã học được một số nghề để kiếm sống, trong đó có nghề tạc tượng, sơn mài. Ngay khi được hồi hương, Nguyễn Công Huệ đã truyền lại nghề cho dân làng. Khi ông mất, dân làng Bảo Hà lập miếu, tạc tượng thờ và tôn ông là tổ sư nghề.

### Thời kỳ phong kiến
Trong thời kỳ phong kiến, nghề tạc tượng Bảo Hà luôn được duy trì và phát triển, nổi tiếp khắp xứ Đông, có nhiều nghệ nhân giỏi được triều đình trọng dụng, đã từng tạc ngai vàng cho vua, nhiều nghệ nhân được các triều đại Việt Nam sắc phong như: Hoàng tín đại phu kỳ tài hầu Tô Phú Vượng, Diệu Nghệ Bá Tô Phú Luật,  Phụng thi tạc tượng cục, chuyên lưu ứng vụ, cục phó nam tước Hoàng Đình Úc...
Cũng xuất phát từ nghề tạc tượng, tạc con rối, nghề múa rối cạn của Bảo Hà ra đời và phát triển cho đến ngày nay.

### Từ năm 1945 đến nay
Sau năm 1945, khi Việt Nam dành chính quyền, Bảo Hà vẫn duy trì và phát triển nghề. Hiện nay, Bảo Hà có gần 1.000 hộ làm nghề, trong đó có trên 200 hộ tạc tượng với 20 xưởng sản xuất. Sản phẩm làng nghề ngày càng đa dạng, phong phú hơn, bên cạnh các sản phẩm truyền thống (tượng phật, tượng thánh, con rối...) có thêm nhiều các sản phẩm mới phù hợp với thời đại như các sản phẩm thờ cúng (bàn thờ, câu đối...), tượng lớn nhỏ các loại, những bức tượng đương đại, tranh sơn mài... Hàng năm, làng nghề đóng góp 40% giá trị sản xuất công nghiệp địa phương. Các sản phẩm không chỉ phục vụ cho thị trường trong nước còn xuất khẩu sang nhiều nước Đông Âu. Đồng thời trở thành một điểm du lịch "Du khảo đồng quê" ở ngoại thành Hải Phòng.

## Một số ô

### Tượng Đức Linh Lang Đại Vương
Tượng Đức Linh Lang Đại Vương , hoàng tử Hoàng Chân đồng thời là một danh tướng thời Lý, do chính Thánh sư nghề Nguyễn Công Huệ tạc. Bức tượng được thờ tại miếu Bảo Hà (còn gọi là miếu Ba Xã), trong tư thế ngồi trên ngai, tay cầm văn tự có thể đứng lên ngồi xuống. Đây là bức tượng độc đáo, đã trên 500 tuổi, tượng cao 1,6 m bằng đúng với kích thước của Hoàng Chân, là sự kết hợp của nghệ thuật tạc tượng với nghệ thuật múa rối, được coi là cổ vật xứ Đông, đồng thời là bức tượng hiếm gặp (độc nhất vô nhị) trong số những bức tượng hiện có ở Việt Nam.

### Tượng Tổ nghề
Tượng ông Tổ nghề là sự kết hợp giữa tượng Phật, tượng Thánh và tượng chân dung do nghệ nhân Tô Phú Luật tạc . Có tài liệu cho rằng đây là bức chân dung tự tạc của tổ nghề Nguyễn Công Huệ khi tuổi đã cao.
Pho tượng cao gần một mét, ngồi trên bệ, dáng vẻ oai phong vừa mang dáng dấp của "Lão tiên giáng trần", nhưng giản dị, phúc hậu, gần gủi như một lão nông Việt Nam. Đôi mắt sáng tinh anh "thông tuệ khác thường", tư thế của một người lao động đang nghỉ ngơi nhưng rất ung dung.

### Tượng Phật bà 24 tay
Tượng Phật bà 24 tay của nghệ nhân Đào Văn Đạm đạt huy chương vàng tại Hội chợ Quốc tế Lai Xích, Cộng Hòa Dân chủ Đức.

## Quy trình tạo sản phẩm

### Nguyên liệu
Nguyên liệu chính của sản phẩm làng nghề là gỗ và sơn. Gỗ thường dùng là gỗ mít, dổi, xoan, sung... Để tạo ra những sản phẩm chất lượng, gỗ được chọn phải đảm bảo chắc, ít cong vênh, ít rạn nứt, không mọt, dẻo mịn, dễ chạm và đánh bóng. Sơn chủ yếu là sống (nhựa của cây sơn), từ sơn sống chế thành sơn phủ, sơn điều và sơn thí.

### Công cụ sản xuất
Để tạo ra một sản phẩm các nghệ nhân phải dùng đến hàng chục công cụ như: Dụng cụ sơ chế tạo dáng sản phẩm (cưa, rìu, búa, bào tay...); dụng cụ tạo nét sản phẩm gồm hàng chục loại đục khác nhau; dụng cụ làm nhẵn tác phẩm (bào lăn, dao ve, đục chếch, đá mài, đá giáp...) và dụng cụ sơn (thép sơn, bút vẽ)

### Quy trình điêu khắc và hoàn thiện sản phẩm
Để tạo ra sản phẩm phải trải qua các bước: nghiên cứu mẫu, chọn nguyên liệu, tạo dáng, dập mẫu, đục vỡ, đục hạ, đục chi tiết, gọt, nạo, đánh giấy giáp, tạo bóng, lắp ráp và gắn các chi tiết, sơn hom, sơn trùm kín, sơn thí, sơn phủ, sơn cầm, dán bạc vàng và trang trí...